# Majorat
Pour les articles homonymes, voir Majorat (homonymie).

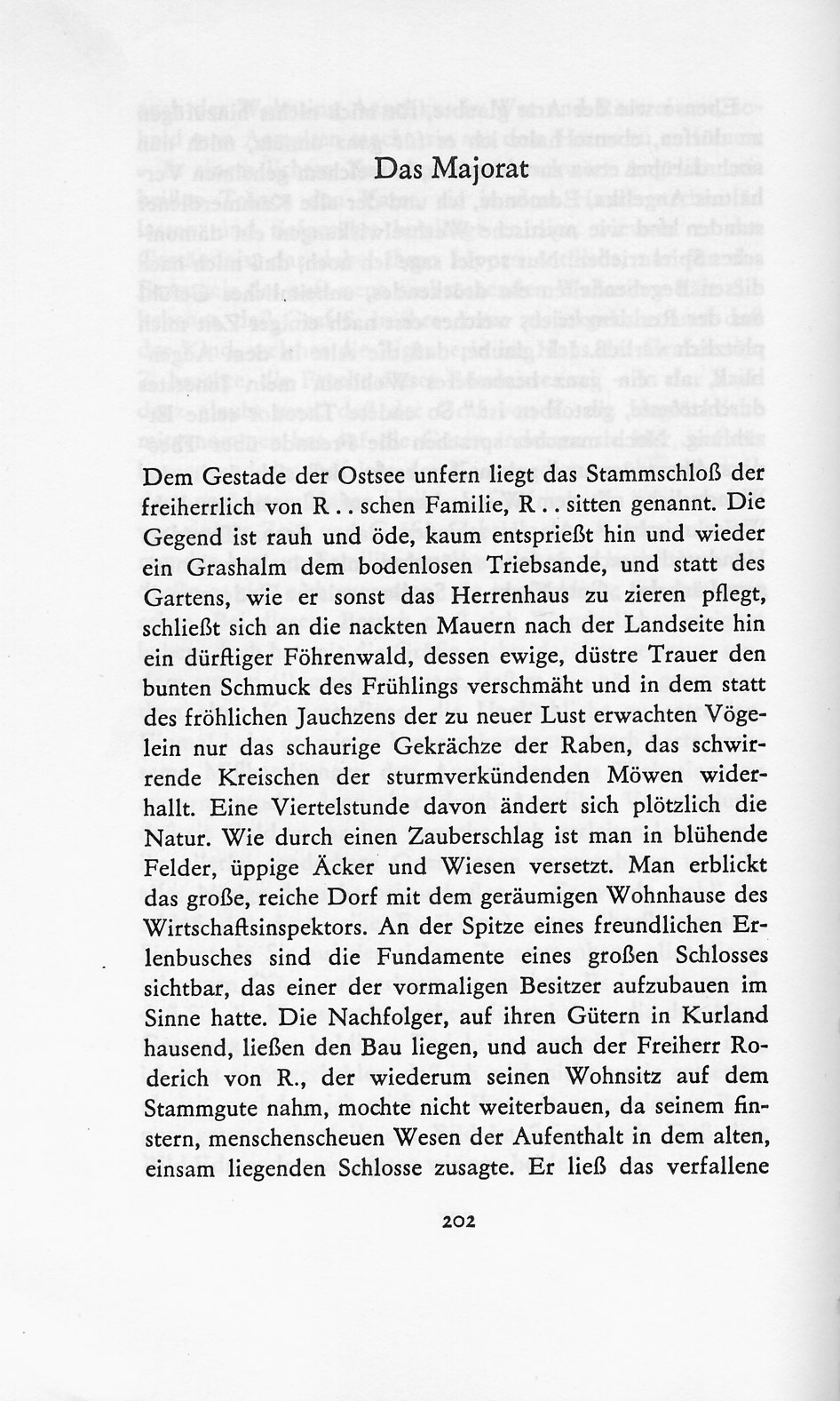
E.T.A. Hoffmann - Majorat

Le majorat est un ensemble de biens fonciers ou de rentes immobilisées, inaliénable attaché à la possession d’un titre de noblesse et qui passe avec ce titre à l’héritier naturel ou adoptif du titulaire, de préférence dans le cadre du droit d'aînesse qu'il s'agit de conforter.

## En France
Institué par Napoléon Ier par les statuts du 1er mars 1808, la constitution d'un majorat était indispensable pour rendre un titre de noblesse d'Empire transmissible à la descendance masculine par droit d'aînesse. Il fallait donc posséder un certain niveau de fortune, gradué suivant l'importance du titre et du majorat. Un majorat de chevalier devait dépasser trois mille francs de rente pour rendre héréditaire le titre de chevalier, mais les majorats des princes et des ducs ne pouvaient pas apporter moins de deux cent mille francs de revenu annuel.
Les majorats pouvaient être constitués par des biens propres ou concédés en dotations par l'Empereur en tout ou en partie. En théorie, les majorats étaient constitués sous la forme de dotations foncières ou immobilières devant rapporter un revenu annuel d'à peu près 10 % de leur valeur capitalistique. Il y en eut environ 800 avant la chute du régime. Les actions du Canal du Midi furent considérées comme immeuble par nature et constituées en majorat (notamment au profit de proches de Napoléon), ce qui entraîna des litiges avec les descendants du constructeur, notamment la branche de Caraman dans la famille Riquet de Caraman.
Alors que la Restauration a maintenu l'essentiel de la législation napoléonienne en matière de titres et de majorats, la monarchie de Juillet a, quant à elle, supprimé progressivement les majorats par la loi du 12 mai 1835.
L'institution du majorat a été définitivement abolie par la révolution de 1848.
À l'époque napoléonienne il existait une institution assez comparable : les dotations sur le Mont de Milan. Ces sortes de rente, d'un montant de 500 à 5 000 francs-or étaient destinées aux soldats et officiers et elles étaient gagées sur un ensemble de biens fonciers italiens. Le congrès de Vienne les supprima.

## En Belgique
Il subsiste, encore aujourd'hui, la dotation Wellington (1.083 ha de majorat napoléonien) accordée, par le roi Guillaume 1er des Pays-Bas, au duc de Wellington après sa victoire sur Napoléon à Waterloo et attachée au titre de prince de Waterloo. La rente qui lui était attribuée fut supprimée en 1988, après une convention permettant au duc de disposer librement de 25 ha de la dotation. Il n’existe, en Belgique, aucune autre dotation similaire attachée à un titre nobiliaire.

## En Europe
Le mot majorat a désigné en français des institutions analogues, mais de noms différents, qui existaient dans de nombreux pays d'Europe au bénéfice de la noblesse. Ainsi en Angleterre, c'est l'entail, en Prusse le fidéicommis, en Espagne le Mayorazgo , au Portugal le Morgadio (pt).

## Dans la fiction
Le majorat est évoqué dans le roman L'Affaire Lerouge (1865) d'Émile Gaboriau :
« — (…) Je ne vois plus pour l'aristocratie française qu'une planche de salut ; une bonne petite loi autorisant les majorats.
— Vous ne l'obtiendrez jamais, monsieur.
— Croyez-vous? demanda M. de Commarin ; vous y opposeriez-vous donc, vicomte ? (…) »